# NGC 5279
NGC 5279 est une galaxie spirale barrée située dans la constellation de la Grande Ourse. NGC 5279 a été découverte par l'astronome britannique John Herschel en 1831.

## Description
La vitesse de NGC 5279 par rapport au fond diffus cosmologique est de 7 708 ± 34 km/s, ce qui correspond à une distance de Hubble de 113,7 ± 8,0 Mpc (∼371 millions d'al).
NGC 5279 est en interaction gravitationnelle avec la galaxie NGC 5278. Cette paire de galaxies figure d'ailleurs dans l'atlas des galaxies particulières de Halton Arp sous la désignation Arp 239.
La classe de luminosité de NGC 5279 est I. NGC 5279 est une galaxie dont le noyau brille dans le domaine de l'ultraviolet. Elle est inscrite dans le catalogue de Markarian sous la désignation Mrk 271 (MK 271).

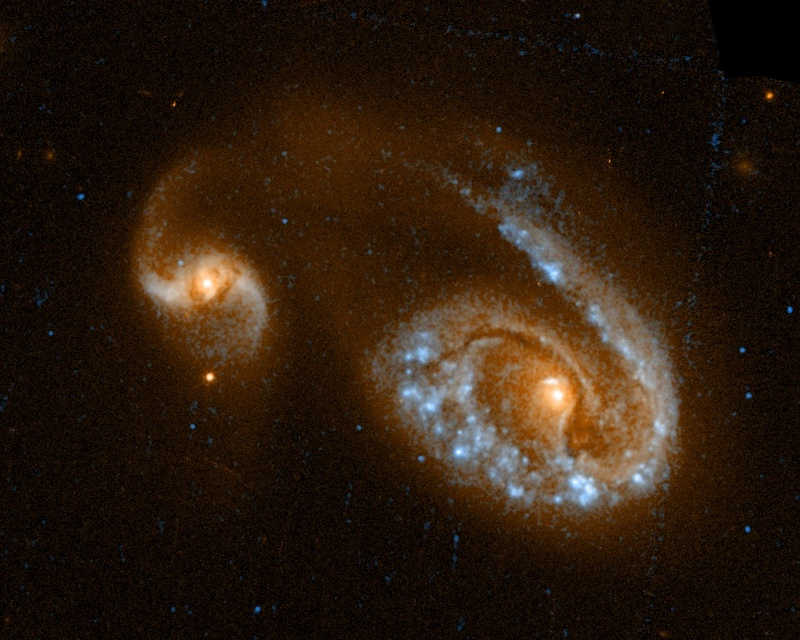
La paire de galaxies NGC 5278 et NGC 5279.

## Groupe de NGC 5278
Selon Abraham Mahtessian, NGC 5278 et UGC 8671 (noté 1339+5554 dans son article, une malheureuse abréviation pour CGCG 1339.5+5554) forment une paire de galaxies. Mahtessian mentionne en plus que NGC 5278 et NGC 5279 forme une paire de galaxies. En réalité, ces galaxies forment donc un trio de galaxies, le groupe de NGC 5278. L'autre galaxie dans la même région de la sphère céleste est PGC 48439. Avec une vitesse radiale de 11 939 km/s, cette galaxie est presque deux fois plus éloignée que les membres de ce trio.

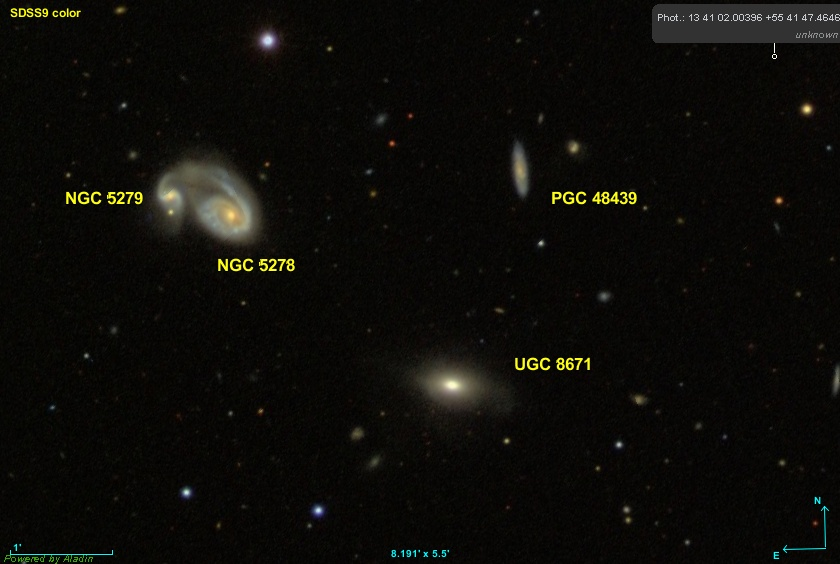
Le trio de galaxie NGC 5279, NGC 5278 et UGC 8671.